# Голдсмит, Оливер
О́ливер Го́лдсмит (англ. Oliver Goldsmith; 10 ноября 1728 — 4 апреля 1774) — английский прозаик, поэт и драматург ирландского происхождения, яркий представитель сентиментализма. Его основные произведения — цикл эссе «Гражданин мира» (1762), роман «Векфильдский священник» (1766), поэма «Покинутая деревня» (1770) и комедия «Ночь ошибок» (1773).

## Биография
Сын католического священника. В 1744 году поступил в Тринити-колледж в Дублине. Его наставником был Тикер Уайлдер. В 1747 году вместе с четырьмя другими студентами он был исключен за бунт, в ходе которого они пытались штурмовать тюрьму Маршалси. В 1749 году окончил Тринити-колледж в Дублине, пытался продолжить медицинское образование в Эдинбурге. Не получив диплома, самопровозглашенный «доктор Голдсмит» отправился в путешествие по Европе, откуда в 1756 г. прибыл в Лондон без гроша за душой и устроился помощником аптекаря. Его публицистические очерки в большом количестве печатались в лондонской прессе, однако среди множества начинающих авторов Голдсмита выгодно выделяли изящество и лёгкость слога.
В 1756 году он поселился в Лондоне, где ему приходилось работать в разных сферах, в том числе он был помощником аптекаря и школьным привратником. Вечно в долгах и пристрастившись к азартным играм, Голдсмит проявил себя как отличный писатель. Социально-бытовые очерки с сатирическим подтекстом «Гражданин мира, или Письма китайского философа, проживающего в Лондоне, своим друзьям на Востоке» (1762) принесли ему славу и позволили войти в кружок интеллектуалов во главе с Сэмюэлом Джонсоном, Эдмундом Берком и Джошуа Рейнольдсом. В 1764 году компания основала собственный клуб, среди девяти членов-основателей которого числился и Голдсмит. В том же году большой резонанс получила его поэма «Путешественник», сопоставляющая национальные обычаи и степень удовлетворенности жизнью в различных уголках Европы.
Привычка жить на широкую ногу втянула Голдсмита в долги, и он был вынужден зарабатывать составлением компилятивных историй Греции, Рима и Англии. В 1766 году он решился опубликовать написанный четырьмя годами ранее сентиментально-мелодраматический роман «Векфильдский священник», живоописующий гонения добродетельного священника помещиком на фоне идеализированной сельской жизни. Роман имел грандиозный успех, и в 1770 году Голдсмит вернулся к его основным темам в поэтической анти-идиллии «Покинутая деревня».
Последним крупным произведением Голдсмита был фарс «Ночь ошибок, или Унижение паче гордости» (1773), не сходивший с английской сцены до самого XX века. Годом спустя 43-летний писатель скоропостижно скончался и был похоронен в церкви Темпла. Через 15 дней после его смерти в печати появилось «Возмездие» — серия сатирических портретов современников, облеченных Голдсмитом в форму шутливых эпитафий.
Со своим изрытым оспой лицом и даром острословия Голдсмит всегда был предметом обсуждения и преклонения в лондонском обществе. Как азартный игрок и недалекий острослов он выведен в босуэлловской «Жизни Сэмюэля Джонсона», который писал про него, что «нет человека более мудрого с пером в руке и более глупого при отсутствии оного». Более объективная характеристика содержится в биографии Голдсмита, написанной Вашингтоном Ирвингом.

## Произведения
- «Гражданин мира, или Письма китайского философа, проживающего в Лондоне, своим друзьям на Востоке» (1762).
- «Путешественник» (1764).
- «Векфильдский священник» (1766).
- «Покинутая деревня» (1770).
- «Ночь ошибок, или Унижение паче гордости» (1773).

## Русские переводы
- О. Гольдсмит. Векфильдский священник. Пер. Я. Герд. СПб., 1846.

## Экранизации
- «Ночь ошибок, или Унижение паче гордости» (1773) — Ночь ошибок (1974) (режиссёр Михаил Козаков).